# Neobrocha phaeocyma
Neobrocha phaeocyma là một loài bướm đêm thuộc phân họ Arctiinae, họ Erebidae.